# Rawhide Kid
Rawhide Kid est un personnage de comics publié par Marvel Comics. Apparu dans les années 1950, ce héros de western s'est retrouvé dans plusieurs séries. Dans les plus récentes, il est clairement homosexuel, ce qui a provoqué la colère d'associations conservatrices aux États-Unis.

## Historique de publication

### Des années 1950 aux années 1970
Rawhide Kid apparaît dans son comics homonyme en mars 1955, alors que Marvel Comics se nomme encore Atlas Comics. Cette série est publiée jusqu'en septembre 1957 et compte 16 numéros. En août 1960, Stan Lee et Jack Kirby reprennent le personnage. Cette nouvelle série commence au numéro 17. Les deux auteurs restent sur le comics jusqu'au numéro 32. La série est ensuite poursuivie jusqu'au numéro 151 publié en mai 1979 mais les derniers numéros sont des rééditions des épisodes des années 1960.

### Nouvelle série et controverse
En 2003, Ron Zimmerman reprend le personnage dans une mini-série nommée Slap Leather. Le dessin est assuré par John Severin. Dans ce comics, Rawhide Kid est clairement montré comme homosexuel alors que dans les incarnations précédentes - qui étaient encore sous la menace de la censure par le Comics Code Authority - aucune allusion à sa sexualité ne se retrouvait. Il apparaissait seulement comme timide avec les filles. Cette affirmation de l'homosexualité du héros met en colère plusieurs associations conservatrices. 

### Années 2010
En 2010, Ron Zimmerman écrit une suite à sa mini-série de 2003. Cette fois le kid fait équipe avec d'autres héros de l'ouest imaginaires comme Kid Colt, Two-Gun Kid et Red Wolf ou ayant existé comme Annie Oakley et Billy le Kid.